# Karaula gora
Karaula gora je gora u srednjoj Bosni. Nastavlja se na planinu Vlašić. Vlašićki masiv ka zapadu prelazi u Karaulu goru preko koje se povezuje s Komar-planinom.
Na Karauli gori izvire rijeka Lašva. Pod Karaulom slijeva se više potoka i teku prema istoku ka Travniku. U Austro-Ugarskoj je na Karauli-gori bila zapadna granica okruga Travnika. Na sjeverozapadu okruga Karaula gora prelazila je u Vlašić.
Na prostoru Karaule-gore bila su borbena djelovanja u Drugome svjetskom ratu.
Na području je Srednjobosanskog rudogorja (Bosnisches Erzgebirge). U Karauli gori su paleozojski slojevi. Vapnenački šiferi žute i zelenkaste boje, znani kao miaciti, označuju granicu paleozojskog i mezozojskog gorja. Prolazne sjeverno od Karaule gore u porječje Vrbasa.